# Saison 1987-1988 du Montpellier Paillade Sport Club
Maillots
Chronologie
Saison précédente Saison suivante
La saison 1987-1988 du Montpellier PSC a vu le club évoluer de nouveau en Division 1, après cinq saisons à l'échelon inférieur.
Pour leur grand retour parmi l'élite, les pailladins[Quoi ?] vont marquer les esprits du football français. Alors qu'ils sont considérés comme de jeunes promus, ils vont tenir tête aux grands Girondins de Bordeaux, AS Monaco et Matra Racing pourtant favoris, et terminer à la 3e place du championnat synonyme de qualification européenne. Ils obtiennent ainsi le meilleur résultat de l'histoire du club en championnat de France.
Le parcours en Coupe de France n'est pas à l'image du championnat puisque le club est éliminé dès les huitièmes de finale par le FC Sochaux-Montbéliard, club de seconde division.

## Déroulement de la saison

### Inter-saison
Lors du retour du club parmi l'élite, ses dirigeants avaient pour objectif de s'installer durablement au milieu des grands Girondins de Bordeaux, AS Monaco et autres. Pour atteindre cet objectif, Louis Nicollin va mettre la main à la poche[style à revoir] en allant chercher au Brest Armorique FC un Brésilien de 24 ans, grand espoir de la seleçao, qui sortait d'une saison difficile en Bretagne. Les négociations ont été difficiles pour convaincre la famille Leclerc, alors propriétaire du joueur et sponsor du club de céder sa perle le moins cher possible. De plus, de nombreuses rumeurs faisaient état d'un contact avec Harald Schumacher, le gardien allemand qui avait marqué les esprits français lors de la demi-finale de la Coupe du monde 1982 en Espagne. Mais ne restant qu'une seule place d'étranger à prendre dans l'effectif, elle revint au Brésilien.
Dans les buts finalement, c'est l'Alsacien Albert Rust qui est préféré à Harald Schumacher. Il est accompagné d'un autre champion olympique qui vient grossir les rangs pailladins, Patrick Cubaynes quittant ainsi l'Olympique de Marseille à l'aube de la grande époque phocéenne. Autre grand nom qui arrive lors de cet inter-saison, Jean-François Larios, international français et plusieurs fois champion de France avec l'AS Saint-Étienne. Enfin, ils seront accompagnés des prêts de Christian Perez par le Nîmes Olympique et de Thierry Laurey par l'Olympique de Marseille, deux joueurs prometteurs et internationaux espoirs.

### Championnat
Le favori déclaré du championnat de France 1987-1988 est le Matra Racing, qui compte dans ses rangs Maxime Bossis, Luis Fernandez, Pierre Littbarski, Merry Krimau et Enzo Francescoli, qui ont tous participé au Mondial 1986 au Mexique et qui évolue sous les ordres d'Artur Jorge qui vient de décrocher le titre de champion d'Europe avec le FC Porto.

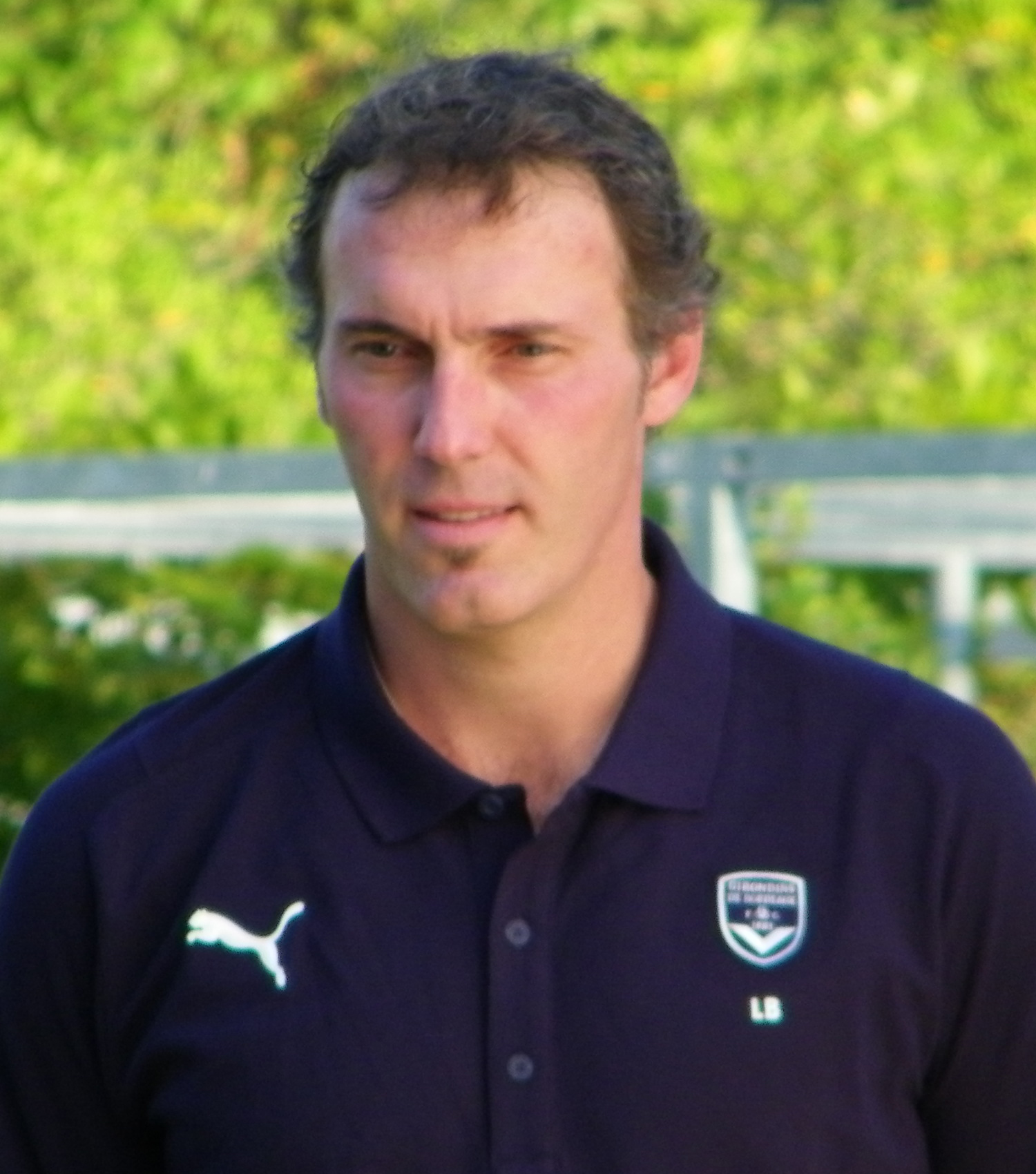
Laurent Blanc, le grand espoir du MPSC.

Les pailladins démarrent doucement malgré des victoires sur le champion en titre, les Girondins de Bordeaux et sur l'AS Monaco. Mais le déclic a lieu lors de la réception au stade de la Mosson du Matra Racing qui va être humilié en encaissant pas moins de six buts face à des montpelliérains survoltés. Les hommes de Pierre Mosca commencent alors à prendre conscience de leur potentiel dans un stade où résonne une ambiance surchauffée que les journalistes surnomment la marmite du diable, n'hésitant pas à la comparer au chaudron de Geoffroy-Guichard. Les pailladins ne concéderont en effet que trois nuls et une défaite sur leur pelouse lors de la saison.
Avec le retour de blessure de Laurent Blanc, l'équipe s'envole vers les sommets en commençant à ramener des points de ses voyages. Partie à la poursuite des Girondins de Bordeaux, de l'AS Monaco et du Matra Racing, le MPSC ne rattrapera que ces derniers. Mais de cette saison restera le souvenir des scores fleuve à la Mosson, 6-0 face au Brest Armorique FC, 5-0 face à l'AS Saint-Etienne, 4-0 face au RC Lens et à l'Olympique de Marseille alors que le Toulouse FC réussi à sauver la face lors de la dernière journée en ne perdant que 4-2.
Les montpelliérains ne tergiversent pas, le jeu est simple, direct et constamment dirigé vers le but adverse et plusieurs joueurs atteignent la barre des 10 buts, 12 pour Roger Milla et Christian Perez et 10 pour Thierry Laurey. Le MPSC fini 3e derrière l'intouchable AS Monaco, et à un point des grands Girondins de Bordeaux, et se qualifie ainsi dès sa première année en Division 1 pour la Coupe UEFA avec de loin la meilleure attaque du championnat (68 buts, soit 14 de plus que la deuxième) et la meilleure différence de buts (+30).
En conclusion de cette belle saison, Laurent Blanc et Thierry Laurey seront sacrés champions d'Europe espoirs lors de l'été 1988.

### Coupes nationales
En Coupe de France, après un premier tour facile face à l'AFC Aurilac puis une qualification plus difficile face au RC Strasbourg, le club est éliminé par le FC Sochaux-Montbéliard, alors leader invaincu de Division 2 lors des huitièmes de finale.

## Joueurs et staff

### Transferts
| Été 1987             |             |                           |                           |                   |
| Nom                  | Nationalité | Transfert                 | Provenance/Destination    | Division          |
| Arrivées             |             |                           |                           |                   |
| Albert Rust          | France      | Transfert                 | FC Sochaux-Montbéliard    | Division 2        |
| Júlio César          | Brésil      | Transfert                 | Brest Armorique FC        | Division 1        |
| Jean-François Larios | France      | Transfert                 | OGC Nice                  | Division 1        |
| Thierry Laurey       | France      | Transfert                 | Olympique de Marseille    | Division 1        |
| Christian Perez      | France      | Transfert                 | Nîmes Olympique           | Division 2        |
| Patrick Cubaynes     | France      | Transfert                 | Olympique de Marseille    | Division 1        |
| Départs              |             |                           |                           |                   |
| Bernard Tischner     | France      | Transfert                 | Entente MF 77             | Division 2        |
| Karim Maroc          | France      | Fin de contrat (Retraite) |                           |                   |
| Laszlo Kiss          | Hongrie     | Transfert                 | Magyar Testgyakorlók Köre | Nemzeti Bajnokság |
| Philippe Millot      | France      | Transfert                 | AS Nancy-Lorraine         | Division 2        |
| Patrick Soria        | France      | Transfert                 | Istres Sport              | Division 2        |
| Stéphane d'Angelo    | France      | Transfert                 | AS Cannes                 | Division 1        |
| Prêts                |             |                           |                           |                   |
| Claude Rioust        | France      | Prêt                      | FC Sète                   | Division 2        |

| Changement d'entraineur (1er juillet 1987) |             |                     |                        |            |
| Nom                                        | Nationalité | Transfert           | Provenance/Destination | Division   |
| Arrivées                                   |             |                     |                        |            |
| Pierre Mosca                               | France      | Transfert           | Stade rennais          | Division 2 |
| Départs                                    |             |                     |                        |            |
| Michel Mézy                                | France      | Changement de poste |                        |            |

## Rencontres de la saison

### Division 1
| Tour       | Adversaire             | Lieu | Résultat | Buteurs du MPSC                                                                                        |
| Journée 1  | Toulouse FC            | Ext. | 1-3      | (c.s.c.) Pascal Despeyroux                                                                             |
| Journée 2  | Paris Saint-Germain    | Dom. | 4-1      | Júlio César · Roger Milla · Laurent Blanc                                                              |
| Journée 3  | Chamois niortais       | Ext. | 0-1      | - |
| Journée 4  | AS Monaco              | Dom. | 2-1      | Nenad Stojkovic · Thierry Laurey                                                                       |
| Journée 5  | AS Cannes              | Ext. | 0-0      | - |
| Journée 6  | Girondins de Bordeaux  | Dom. | 0-0      | - |
| Journée 7  | Sporting Toulon        | Ext. | 0-0      | - |
| Journée 8  | Lille OSC              | Dom. | 3-1      | Christian Perez · Patrick Cubaynes · Kader Ferhaoui                                                    |
| Journée 9  | Stade lavallois        | Ext. | 0-1      | - |
| Journée 10 | Matra Racing           | Dom. | 6-1      | Nenad Stojkovic · Gérard Bernardet · Christian Perez · Patrick Cubaynes · Roger Milla · Thierry Laurey |
| Journée 11 | Brest Armorique FC     | Ext. | 0-4      | - |
| Journée 12 | FC Nantes              | Dom. | 0-0      | - |
| Journée 13 | AS Saint-Etienne       | Ext. | 1-2      | Júlio César                                                                                            |
| Journée 14 | FC Metz                | Dom. | 1-0      | Patrick Cubaynes                                                                                       |
| Journée 15 | AJ Auxerre             | Ext. | 1-1      | Júlio César                                                                                            |
| Journée 16 | OGC Nice               | Dom. | 4-1      | Laurent Blanc · Roger Milla · Gérard Bernardet · Patrick Cubaynes                                      |
| Journée 17 | RC Lens                | Ext. | 1-2      | Christian Perez                                                                                        |
| Journée 18 | Le Havre AC            | Dom. | 3-1      | Gérard Bernardet · Roger Milla                                                                         |
| Journée 19 | Olympique de Marseille | Ext. | 1-1      | Gérard Bernardet                                                                                       |
| Journée 20 | Paris Saint-Germain    | Ext. | 1-2      | Thierry Laurey                                                                                         |
| Journée 21 | Chamois niortais       | Dom. | 1-0      | Christian Perez                                                                                        |
| Journée 22 | AS Monaco              | Ext. | 0-0      | - |
| Journée 23 | AS Cannes              | Dom. | 4-2      | Laurent Blanc · Christian Perez · Roger Milla                                                          |
| Journée 24 | Girondins de Bordeaux  | Ext. | 0-1      | - |
| Journée 25 | Sporting Toulon        | Dom. | 0-1      | - |
| Journée 26 | Lille OSC              | Ext. | 1-3      | Roger Milla                                                                                            |
| Journée 27 | Stade lavallois        | Dom. | 2-1      | Gérard Bernardet                                                                                       |
| Journée 28 | Matra Racing           | Ext. | 2-0      | Christian Perez · Thierry Laurey                                                                       |
| Journée 29 | Brest Armorique FC     | Dom. | 6-0      | Christian Perez · Thierry Laurey · Jean-François Scala                                                 |
| Journée 30 | FC Nantes              | Ext. | 0-0      | - |
| Journée 31 | AS Saint-Etienne       | Dom. | 5-0      | Roger Milla · Kader Ferhaoui · Gérard Bernardet                                                        |
| Journée 32 | FC Metz                | Ext. | 1-0      | Kader Ferhaoui                                                                                         |
| Journée 33 | AJ Auxerre             | Dom. | 2-2      | Júlio César · Roger Milla                                                                              |
| Journée 34 | OGC Nice               | Ext. | 0-2      | - |
| Journée 35 | RC Lens                | Dom. | 4-0      | Júlio César · Kader Ferhaoui · Christian Perez · Laurent Blanc                                         |
| Journée 36 | Le Havre AC            | Ext. | 3-1      | Christian Perez · Thierry Laurey · Kader Ferhaoui                                                      |
| Journée 37 | Olympique de Marseille | Dom. | 4-0      | Thierry Laurey · Gérard Bernardet · Nenad Stojkovic                                                    |
| Journée 38 | Toulouse FC            | Dom. | 4-2      | Christian Perez · Thierry Laurey · Laurent Blanc · Jean-Michel Guédé                                   |

### Coupe de France
| Tour            | Adversaire                          | Lieu | Résultat | Buteurs du MPSC                                  |
| 1/32e de finale | AFC Aurilac (Division 4)            | Ext. | 3-0      | Thierry Laurey · Roger Milla · Jean-Michel Guédé |
| 1/16e de finale | RC Strasbourg (Division 1)          | Ext. | 1-1      | Nenad Stojkovic                                  |
| 1/16e de finale | RC Strasbourg (Division 1)          | Dom. | 3-2      | Roger Milla · Jean-Michel Guédé · Thierry Laurey |
| 1/8e de finale  | FC Sochaux-Montbéliard (Division 2) | Dom. | 2-2      | Roger Milla · Júlio César                        |
| 1/8e de finale  | FC Sochaux-Montbéliard (Division 2) | Ext. | 0-1      | -                                                |

## Statistiques

### Statistiques collectives
| Compétition     | Débute au tour  | Place ou tour final | Matches joués | Gagnés | Nuls | Perdus | Buts pour | Buts contre | Différence |
| Division 1      | -               | 3e                  | 38            | 18     | 9    | 11     | 68        | 38          | +30        |
| Coupe de France | 1/32e de finale | 1/8e de finale      | 5             | 2      | 2    | 1      | 9         | 6           | +3         |
| Total           | -               | -                   | 43            | 20     | 11   | 12     | 77        | 44          | +33        |

### Statistiques individuelles
| Nat. | Nom             | Division 1 | Division 1  | Division 1 | Division 1   | Coupe de France | Coupe de France | Coupe de France | Coupe de France | Total | Total       | Total  | Total        |
| Nat. | Nom             | M.j.       | But inscrit | Averti     | Carton rouge | M.j.            | But inscrit     | Averti          | Carton rouge    | M.j.  | But inscrit | Averti | Carton rouge |
|      | Rust            | 38         | 0           | 0          | 0            | 5               | 0               | 0               | 0               | 43    | 0           | 0      | 0            |
|      | Hours           | 0          | 0           | 0          | 0            | 0               | 0               | 0               | 0               | 0     | 0           | 0      | 0            |
|      | Lucchesi        | 24         | 0           | 0          | 1            | 5               | 0               | 0               | 0               | 29    | 0           | 0      | 1            |
|      | Furlan          | 0          | 0           | 0          | 0            | 0               | 0               | 0               | 0               | 0     | 0           | 0      | 0            |
|      | Júlio César     | 37         | 5           | 0          | 0            | 5               | 1               | 0               | 0               | 42    | 6           | 0      | 0            |
|      | Stojkovic       | 37         | 3           | 0          | 1            | 5               | 1               | 0               | 0               | 42    | 4           | 0      | 1            |
|      | Baills          | 35         | 0           | 0          | 1            | 4               | 0               | 0               | 0               | 39    | 0           | 0      | 1            |
|      | Abbes           | 10         | 0           | 0          | 0            | 1               | 0               | 0               | 0               | 11    | 0           | 0      | 0            |
|      | Toutain         | 8          | 0           | 0          | 0            | 1               | 0               | 0               | 0               | 9     | 0           | 0      | 0            |
|      | Bernardet       | 38         | 8           | 0          | 0            | 5               | 0               | 0               | 0               | 43    | 8           | 0      | 0            |
|      | Lemoult         | 33         | 0           | 0          | 0            | 4               | 0               | 0               | 0               | 37    | 0           | 0      | 0            |
|      | Larios          | 11         | 0           | 0          | 0            | 0               | 0               | 0               | 0               | 11    | 0           | 0      | 0            |
|      | Scala           | 2          | 1           | 0          | 0            | 1               | 0               | 0               | 0               | 3     | 1           | 0      | 0            |
|      | Ferhaoui        | 30         | 5           | 0          | 0            | 4               | 0               | 0               | 1               | 34    | 5           | 0      | 1            |
|      | Laurey          | 34         | 10          | 0          | 0            | 5               | 2               | 0               | 0               | 39    | 12          | 0      | 0            |
|      | Christian Perez | 33         | 12          | 0          | 0            | 4               | 0               | 0               | 0               | 37    | 12          | 0      | 0            |
|      | Valadier        | 3          | 0           | 0          | 0            | 0               | 0               | 0               | 0               | 3     | 0           | 0      | 0            |
|      | Guédé           | 9          | 1           | 0          | 0            | 5               | 2               | 0               | 1               | 14    | 3           | 0      | 1            |
|      | Blanc           | 24         | 6           | 0          | 0            | 1               | 0               | 0               | 0               | 25    | 6           | 0      | 0            |
|      | Cubaynes        | 28         | 4           | 0          | 0            | 2               | 0               | 0               | 0               | 30    | 4           | 0      | 0            |
|      | Milla           | 33         | 12          | 0          | 0            | 4               | 3               | 0               | 0               | 37    | 15          | 0      | 0            |

### Autres statistiques
| Meilleurs buteurs \| Joueur \| Total \| \| Roger Milla \| 15 \| \| Christian Perez \| 12 \| \| Thierry Laurey \| 12 \| \| Gérard Bernardet \| 8 \| \| Júlio César \| 6 \| \| Laurent Blanc \| 6 \| \| Kader Ferhaoui \| 5 \| \| Nenad Stojkovic \| 4 \| \| Patrick Cubaynes \| 4 \| \| Jean-Michel Guédé \| 3 \| \| Jean-François Scala \| 1 \| | Equipe type de la saison Rust Baills Júlio César Lucchesi Stojkovic Lemoult Bernardet Ferhaoui ou Perez Cubaynes ou Blanc Laurey Milla D'après les temps de jeu à leur poste. |  |
| Joueur | Total |  |
| Roger Milla | 15 |  |
| Christian Perez | 12 |  |
| Thierry Laurey | 12 |  |
| Gérard Bernardet | 8 |  |
| Júlio César | 6 |  |
| Laurent Blanc | 6 |  |
| Kader Ferhaoui | 5 |  |
| Nenad Stojkovic | 4 |  |
| Patrick Cubaynes | 4 |  |
| Jean-Michel Guédé | 3 |  |
| Jean-François Scala | 1 |  |

Buts
- Premier but de la saison :   Júlio César contre le Paris Saint-Germain lors de la 2e journée de championnat
- Premier doublé :    Roger Milla contre le Paris Saint-Germain lors de la 2e journée de championnat
- Premier triplé :     Christian Perez contre le Brest Armorique FC lors de la 29e journée de championnat
- Plus grande marge : 6 buts (marge positive) 6-0 contre le Brest Armorique FC lors de la 29e journée de championnat
- Plus grand nombre de buts dans une rencontre : 7 buts 6-1 contre le Matra Racing lors de la 10e journée de championnat